# مشیرفه، حماة
مشیرفه (به عربی: مشیرفة) یک روستا در سوریه است که در ناحیه عقیربات واقع شده‌است. مشیرفه ۳۰۷ نفر جمعیت دارد.